# Franc Pavlin (inženir)
Franc Pavlin, slovenski gradbeni inženir in gospodarstvenik, * 1. oktober 1860, Podbrezje, † 8. julij 1916, Tržič.
Pavlin je leta 1888 diplomiral na dunajski Tehniški fakulteti. Sprva se je zaposlil v Trstu in vodil gradnjo ceste Bača pri Podbrdu-Podbrdo (1890-1892), nato se je zaposlil pri deželni vladi v Ljubljani in bil od leta 1911 do 1916 načelnik stavbenega oddelka pri deželni vladi. Med drugim je vodil gradnjo mostu čez Savo v Črnučah (1898), regulacijo ceste Ajdovščina-Hrušica-Logatec (1908-1911), osuševalna dela na Ljubljanskem barju in gradnjo Šentjakobskega mostu v Ljubljani (1914-1915). Pavlin pa je ustanovil tudi prvo gorenjsko kmetsko posojilnico v Podbrezjah (1885), bil med soustanovitelji ljubljanske kreditne banke (1900) in podpredsednik Mestne hranilnice (1907-1911).